# メルボルン・エイシズ
メルボルン・エイシズ（英語: Melbourne Aces）は、オーストラリア連邦ビクトリア州メルボルンを本拠地とするプロ野球チーム。オーストラリアン・ベースボールリーグに加盟している。

## 歴史
2010年に創設され、ABLによって直接運営されている。メルボルンを保護地域としている。日本の埼玉県所沢市に球団本部を置く埼玉西武ライオンズから派遣選手を受け入れ、チームを運営したシーズンもある。
2022年1月2日にジェネビーブ・ビーコムと育成契約を結び、ABL史上初めて女性選手と契約を結んだ。

## 選手名鑑

### 所属選手
| 投手 - 11 相内誠 (Makoto Aiuchi) - 29 エイドリアン・ベルカ (Adrian Berka) - 41 ニック・ブラント (Nick Blount) - 32 ティム・ブラウン (Tim Brown) - 4 コディ・ブッケル (Cody Buckel) - 3 アンドリュー・チェスタートン (Andrew Chesterton) - 28 ジェームズ・ダーシー (James Darcy) - 46 福倉健太郎 (Kentaro Fukukura) - 33 サム・ギボンズ (Sam Gibbons) - 43 ヘイデン・ゴッドボルド (Hayden Godbold) - 29 カイル・ヘッカソーン (Kyle Heckathorn) - 9 ベン・ヘンリー (Ben Henry) - 25 ジョン・ケネディー (John Kennedy) - 45 エリック・クリネ (Eric Kline) - 13 ラクラン・マッデン (Lachlan Madden) - 20 宮田和希 (Kazuki Miyata) - 20 佐藤勇 (Isamu Sato) - 1 マット・ウィルソン (Mattt Wilson) - 17 アル・イェヴォリ (Al Yevoli) - 30 ジェラミー・ヤング (Jeramy Young) | 捕手 - 25 ミッチ・アイリス (Mitch Ayres) - 31 星孝典 (Takanori Hoshi) - 6 ケリン・デグラン (Kellin Deglan) - 46 藤澤亨明 (Komei Fujisawa) - 16 チェイス・ヌマタ (Chace Numata) 内野手 - 21 ジャレッド・クルーズ (Jared Cruz) - 37 ライアン・デール (Ryan Dale) - 12 ジョシュ・デービーズ (Josh Davies) - 3 トム・ディッカー (Tom Dicker) - 31 ダリル・ジョージ (Darryl George) - 5 ミッチ・グラッサー (Mitch Glasser) - 14 ブラッド・ハーマン (Brad Harman) - 28 ジョシュ・ヘンドリクス (Josh Hendricks) - 8 サム・ムーン (Sam Moon) - 28 アーロン・セイヤーズ (Aaron Sayeres) - 7 スコット・ワーン (Scott Wearne) 外野手 - 18 ディラン・コゼンス (Dylan Cozens) - 23 アダム・エンゲル (Adam Engel) - 8 ベン・レスリー (Ben Leslie) 指名打者 - 26 ジャスティン・ヒューバー (Justin Huber) |
| 2014年3月22日更新 [公式サイト(英語)より：ロースター ] | |